# Dipoena pacificana
Dipoena pacificana là một loài nhện trong họ Theridiidae.
Loài này thuộc chi Dipoena. Dipoena pacificana được Lucien Berland miêu tả năm 1938.